# Gongolaria baccata
Espèce
Gongolaria baccata (synonymes : Cystoseira baccata, Treptacantha baccata) est une espèce d'algues brunes de la famille des Sargassaceae. Elle se trouve dans le nord-est de l'Atlantique, de la mer Baltique et de la mer Méditerranée. Le nom de l'espèce baccata signifie « comme un petit-fruit » et se réfère à la petite vessie qui permet à cette algue de flotter ou se redresser.

## Nomenclature
Cette espèce était dénommée Cystoseira fibrosa jusqu'en 1950, lorsque P. C. Silva (en) a montré qu'elle avait en réalité déjà été décrite en 1768 par S. G. Gmelin, avec un lectotype des Pays-Bas et qu'il l'avait appelé Fucus baccatus. L'échantillon d'origine n'a pu être retrouvé, mais son illustration sert à identifier l'espèce.
Elle a été deplacée du genre Cystoseira vers le genre Treptacantha en 2019, et vers le genre Gongolaria en 2020,.
Gongolaria baccata a pour synonymes selon AlgaeBase (17 janvier 2024) :
- synonymes homotypiques :
  - Fucus baccatus S.G.Gmel., 1768 (basionyme) ;
  - Cystoseira baccata (S.G.Gmel.) P.C.Silva, 1952 ;
  - Treptacantha baccata (S.G.Gmel.) Orellana & Sansón, 2019 ;
- synonymes hétérotypiques :
  - Fucus abrotanoides S.G.Gmel., 1768 ;
  - Fucus fibrosus Hudson, 1778 ;
  - Cystoseira fibrosa (Hudson) C.Agardh, 1820 ;
  - Cystoseira thesiophylla Duby, 1830 ;
  - Phyllacantha fibrosa (S.G.Gmel.) Kütz., 1843 ;
  - Phyllacantha thesiophylla (Duby) Kütz., 1860.

## Description
G. baccata est une algue brune relativement dure, jaunâtre à brunâtre. C'est une algue vivace, qui chaque année développe de nouvelles frondes à partir d'une base conique de couleur brun foncé. Les frondes mesurent jusqu'à 50 × 20 cm de long. Sur son axe principal, l'algue est aplatie (section de 1 × 0,5 cm). Les frondes latérales sont alternées et cylindrique. Les plus petits axes sont fins et en « fil de fer ». La plante produit de petits aérocystes (en forme de citron) permettant la flottaison des frondes, y compris sur les axes les plus petits. Ces petits sacs emplis de gaz sont généralement isolés, mais certains forment parfois une chaîne. Quand les axes latéraux perdent leurs frondes en hiver, la base de l'axe principal présente une forme en zigzag. Le réceptacle est en position terminale, mesure jusqu'à 5 × 20 cm de long, cylindrique avec des sortes de nœud et couverts avec de minuscules fils,. Au printemps, lorsque les nouvelles pousses latérales se développent, apparaissent aussi des aérocystes. À l'automne, ils sont de plus en plus nombreux et visibles.

## Distribution et habitat
G. baccata est présente de la mer Baltique au sud de la mer Méditerranée, dans les îles Canaries, en Mauritanie et sur le littoral du Sahara occidental. C'est une algue des plus communes en France et en Espagne, et dans les îles Britanniques, on en trouve surtout dans les îles de la Manche, sur la côte sud de l'Angleterre et la côte ouest de l'Irlande. Elle se trouve généralement sur le bas de l'estran, dans la zone sublittorale attachée aux roches ou parfois plus haut sur la côte, mais dans des bassins profonds éventuellement remplis de sable,.

## Biologie
Les organes reproducteurs de G. baccata sont des cavités qui se forment dans l'algue. Ils sont fertiles de juin jusqu'à l'automne. À l'intérieur des conceptacles se trouvent des poils anthéridiaux sur lesquels les anthéridies mâles où des gamètes se développent. Environ quarante oosphères (gamètes femelles) se développent également dans chaque conceptacle. Les anthéridies sont libérés d'abord à travers un pore (l'ostiole) et s'accumulent autour de lui en formant un petit amas orangé. Les oosphères mûres sont alors libérées et sont fécondées à l'extérieur, dans le milieu marin. Ils prennent ensuite une forme arrondie et coulent au fond de la mer où la segmentation de la cellule commence dès les premières heures. Quatre rhizoïdes primaires se développent à partir de chaque embryon, et des axes latéraux ne tardent pas à croître.